# Prosoma

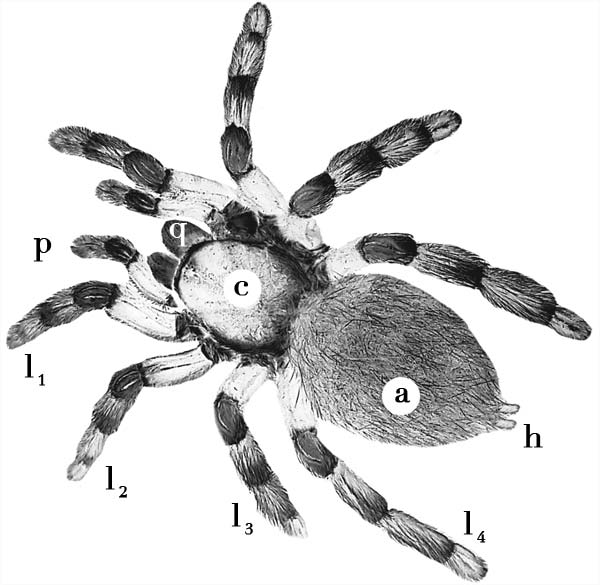
Anatomía externa de una araña. C: Prosoma; A: Opistosoma; Q: quelíceros; P: pedipalpos; L_{1}-L_{4}: patas marchadoras; H: hileras.

El prosoma es uno de los tagmas en que se divide el cuerpo de los quelicerados (el otro tagma es el opistosoma; los quelicerados no tienen una cabeza diferenciada del resto del cuerpo). El prosoma es a veces denominado cefalotórax, término desaconsejado ya que no es homólogo del cefalotórax de los crustáceos. En arañas y amblipigios existe una constricción o cintura (pedicelo) que separa el prosoma del opistosoma, pero en el resto de arácnidos el límite entre ambos tagmas es menos evidente.
En la mayoría de los quelicerados los segmentos del prosoma están fusionados y sus placas tergales forman un caparazón continuo llamado escudo prosómico, con lo que el prosoma adquiere una estructura rígida y compacta; no obstante, en algunos grupos, como los opiliones y solífugos, los dos últimos segmentos del prosoma son libres. El prosoma lleva los ojos simples, la boca, los quelíceros, los pedipalpos y cuatro pares de patas marchadoras. El prosoma realiza, por tanto, funciones sensoriales y de coordinación, ingestión de alimento y locomoción.
Según Armengol (p. 88):

Es prácticamente imposible deducir con seguridad, a través de los elementos externos, cuántos y cuáles son los metámeros que integran el tagma anterior del cuerpo (prosoma).

A pesar de la categórica afirmación anterior, tradicionalmente se ha interpretado que el prosoma de los quelicerados es el resultado de la fusión de la cabeza y del tórax. No obstante, recientes estudios comparados de genes homeobox aportan fuertes evidencias de que el prosoma sería en realidad la cabeza, y que los quelicerados serían un linaje con siete segmentos cefálicos, en vez de los seis típicos de los mandibulados (crustáceos, miriápodos y hexápodos).